# Campionati mondiali di canoa/kayak slalom 1957
I quinti Campionati mondiali di canoa/kayak di slalom si sono svolti ad Augusta (Germania Ovest).

## Podi

### Uomini
| Evento        | Oro                                          | Perform. | Argento                                    | Perform. | Bronzo                                     | Perform. |
| Canoa         |                                              |          |                                            |          |                                            |          |
| C-1           | Germania Est Manfred Schubert                |          | Germania Est Emil Zimmermann               |          | Svizzera Jean-Claude Tochon                |          |
| C-1 a squadre | Germania Ovest                               |          | Germania Est                               |          | Cecoslovacchia                             |          |
| C-2           | Germania Est Dieter Friedrich Horst Kleinert |          | Cecoslovacchia Václav Havel Josef Hendrych |          | Cecoslovacchia Frantisek Hrabe Jiri Kotana |          |
| C-2 a squadre | Cecoslovacchia                               |          | Svizzera                                   |          | Germania Est                               |          |
| Kayak         |                                              |          |                                            |          |                                            |          |
| K-1           | Germania Ovest Manfred Vogt                  |          | Cecoslovacchia Dimitrij Skoll              |          | Germania Est Heinz Bielig                  |          |
| K-1 a squadre | Germania Est                                 |          | Cecoslovacchia                             |          | Germania Ovest                             |          |

### Misto
| Evento        | Oro                                            | Perform. | Argento                                       | Perform. | Bronzo                                      | Perform. |
| Kayak         |                                                |          |                                               |          |                                             |          |
| C-2           | Germania Est Birgitte Schmidt Manfred Klöckner |          | Germania Est Ellen Krüger Siegfried Seidemann |          | Germania Est Waltraud Schale Rudolf Seifert |          |
| C-2 a squadre | Germania Est                                   |          | Francia                                       |          |                                             |          |

### Donne
| Evento        | Oro                          | Perform. | Argento                   | Perform. | Bronzo                        | Perform. |
| Kayak         |                              |          |                           |          |                               |          |
| K-1           | Germania Est Brigitte Magnus |          | Germania Est Eva Setzkorn |          | Germania Est Annaliese Seidel |          |
| K-1 a squadre | Germania Est                 |          | Germania Ovest            |          | Austria                       |          |

## Medagliere
| Posizione | Paese          | Oro | Argento | Bronzo | Totale |
| --------- | -------------- | --- | ------- | ------ | ------ |
| 1         | Germania Est   | 7   | 4       | 4      | 15     |
| 2         | Germania Ovest | 2   | 1       | 1      | 4      |
| 3         | Cecoslovacchia | 1   | 3       | 2      | 6      |
| 4         | Svizzera       | 0   | 1       | 1      | 2      |
| 5         | Svizzera       | 0   | 1       | 0      | 1      |
| 6         | Austria        | 0   | 0       | 1      | 1      |
| Totale    | Totale         | 10  | 10      | 9      | 29     |